# Rompecabezas (álbum)
Rompecabezas es el título del álbum de la banda uruguaya La Teja Pride, grabado en 2014, en Montevideo. El disco recorre diecisiete años desde 1997 al 2014, de la banda de hip hop, con una lista de sus temas principales de sus cinco discos anteriores: Filosofías de Insomnio, Tiempos Modernos, Efecto Dominó, Nómades y Las palabras y la tormenta. Este último álbum ganó el Premio Graffiti al mejor álbum de hip hop en 2013. Las canciones fueron remasterizadas. También incluye dos temas inéditos.
La banda está integrada por los músicos Davich (voz, programaciones), Leonidas (voz), Lorena Nader (voz), Coco Cáner (guitarra), Daniel Noble (guitarra), Iván Krisman (bajo), Ismael (sampler) y Gezzio (bandejas).
El viernes 10 de octubre de 2012, La Teja Pride presentó su disco Rompecabezas en vivo en la Sala Vaz Ferrerira, en Montevideo.Oportunidad en al cual también estrenaron su video "Hora de Andar".